# Köndələn
Köndələn è un comune dell'Azerbaigian situato nel distretto di Şəki. Conta una popolazione di 780 abitanti.